# ریچل کرو
ریچل کِلی کرو (به انگلیسی: Rachel Crow) یک خواننده ، کمدین و بازیگر اهل مید، کلرادو ایالات متحده آمریکا است.

## فیلم ها
- ایکس فاکتور در نقش خودش (شرکت کننده)[۳]
- اداره (اپیزود : "A.A.R.M.")
- ریو ۲ (صداپیشه) در نقش کارلا
- خواهر نامرئی در نقش نیکی
- جوابش را پیدا کن در نقش خودش (6 قسمت)
- فرد: نمایش در نقش استار[۴]
- بامبلبی در نقش لیز